# Ximensäure
Ximensäure ist eine langkettige, einfach ungesättigte Fettsäure in der Gruppe der Alkensäuren. Der Trivialname ist von der Pflanzengattung Ximenia abgeleitet, deren Arten in ihrem Samenöl (Ximeniaöl) die Omega-9-Fettsäure verestert enthalten. Sie ist nicht zu verwechseln mit der Ximeninsäure (Santalbinsäure) 11-Octadecen-9-insäure, einer Alkinsäure, welche ebenfalls im Ximeniaöl vorkommt. Ihre Kurzbezeichnung lautet 26:1-delta-17c.

## Vorkommen

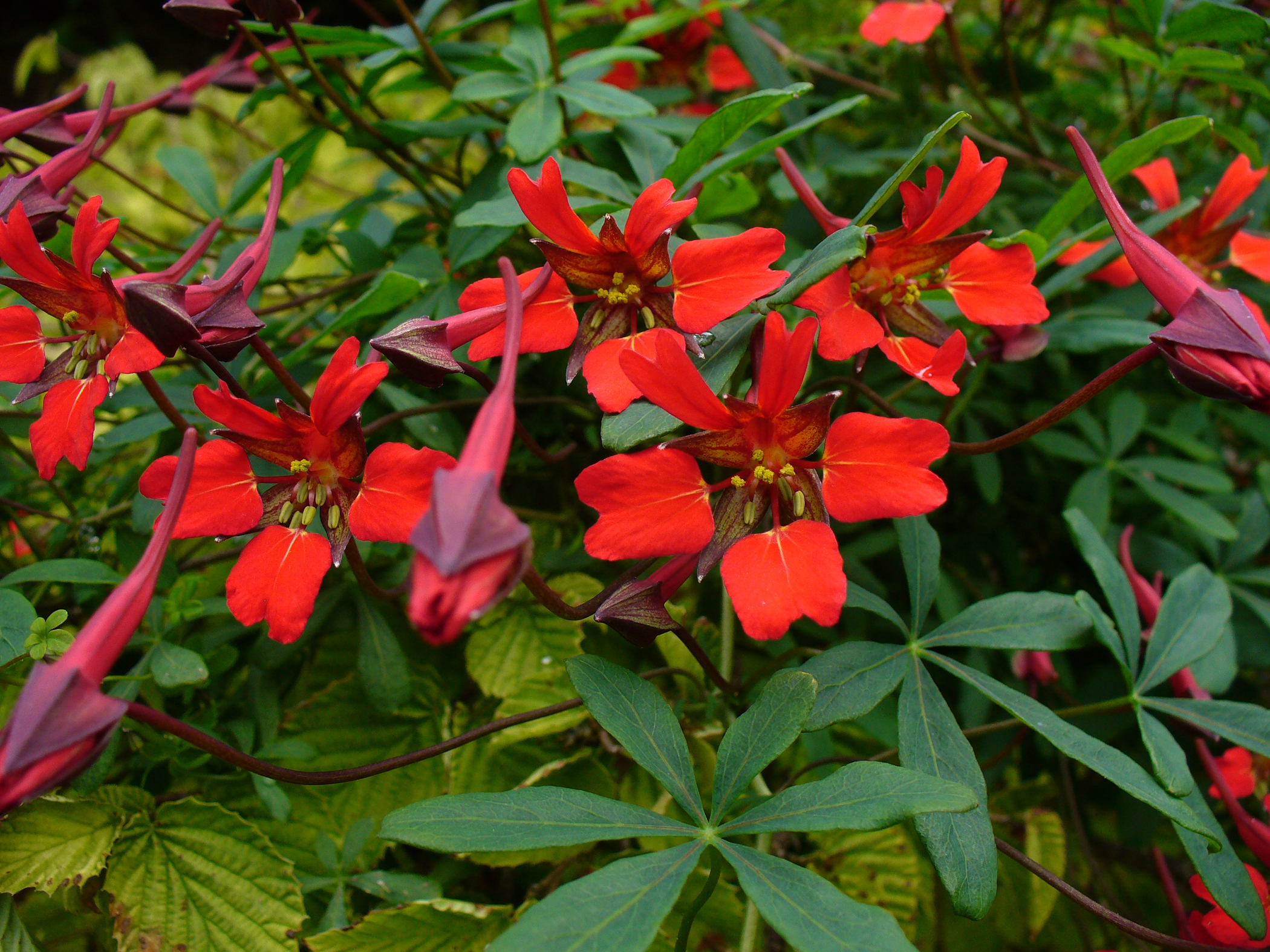
Kapuzinerkresse (Tropaeolum speciosum)

Ximensäure kommt verestert mit Glycerin als Triacylglycerid auch in der Pracht-Kapuzinerkresse (Tropaeolum speciosum) und in Fischölen vor.